# Дамбек
Дамбек (нем. Dambeck) — община в Германии, в земле Мекленбург-Передняя Померания.
Входит в состав района Людвигслуст. Подчиняется управлению Грабов.  Население составляет 280 человек (на 31 декабря 2010 года). Занимает площадь 17,35 км².